# Гилрут, Роберт
Роберт (Боб) Роу Гилрут (англ. Robert R. Gilruth; 8 октября 1913 — 17 августа 2000) — американский инженер, специалист в области пилотируемой космонавтики. Был первым директором Центра пилотируемых космических кораблей, позже переименованного в Космический центр Линдона Джонсона.
С 1937 по 1958 год работал в Национальном консультативном комитете по аэронавтике, затем в NASA, вплоть до выхода на пенсию в 1973 году. Участвовал в ранних исследованиях сверхзвуковых полётов и самолётов с ракетными двигателями, а затем в программе пилотируемых космических полетов США, включая программы «Меркурий», «Gemini» и «Аполлон».

## Биография

### Ранние годы
Родился 8 октября 1913 года в Нэшуоке, штат Миннесота. В 1931 году окончил Центральную среднюю школу Дулута. Подростком увлёкся воздухоплаванием. В 1935 году получил степень бакалавра наук в области авиационной техники в Университете Миннесоты; в 1936 году степень магистра наук там же.

### Лётные испытания
В январе 1937 года был принят на работу в авиационную лабораторию имени Лэнгли (NACA), где занимался лётными испытаниями. Эта работа привела к созданию отчёта NACA R755 «Требования к удовлетворительным летным качествам самолёта», опубликованного в 1941 году, в котором был определён набор требований к характеристикам управляемости самолёта. Это был первый свод рекомендаций подобного рода для пилотов и авиаконструкторов.
Первым применил записи данных с приборов во время лётных испытаний, что в дальнейшем станет стандартной процедурой.

### Карьера в NASA

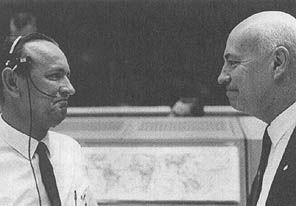
Руководитель полета NASA Крис Крафт (слева) и Гилрут в Центре управления полетами в 1965 году после завершения миссии «Джемини-5».

В качестве помощника директора исследовательского отдела беспилотных летательных аппаратов NACA работал над гиперзвуковыми ракетами. Он и его команда неоднократно обращались к руководству агентства с предложениями запуска спутников в космос, но эти предложения были отвергнуты. Ситуация резко изменилась после запуска советского «Спутника»; Гилрут принял активное участие в преобразовании NACA в NASA.
После создания космического агентства NASA, стал главой Космической оперативной группы, которой было поручено отправить человека в космос раньше СССР.
В 1961 году, когда президент Джон Ф. Кеннеди объявил, что Америка отправит человека на Луну до конца десятилетия (1960-е годы) и благополучно вернет его на Землю, Гилрут был не был уверен, что такая цель может быть достигнута. Он активно работал по программе «Джемини», целью которой был сбор данных о работе в космосе перед попыткой высадки на Луну.
После начала программы «Аполлон» был назначен руководителем Центра пилотируемых космических кораблей (MSC) (ныне Космический центр Джонсона) и занимал эту должность до выхода на пенсию в 1972 году. Руководил в общей сложности 25 пилотируемыми космическими полетами: от «Меркурия-Редстоуна-3» до «Аполлона-15».
В 1992 году был занесен в Международный зал славы авиации и космонавтики в Музее авиации и космонавтики Сан-Диего; в 1994 году — в Национальный зал авиационной славы; в 2015 году — в Национальный зал авиационной славы Миннесоты (посмертно)

### Смерть
Умер в 2000 году в Шарлоттсвилле, штат Вирджиния, в возрасте 86 лет.

## Образ в кино
- В телефильме 1996 года «Аполлон-11» Гилрута сыграл Уильям Месник.
- В мини-сериале 1998 года «С Земли на Луну» его сыграл Джон Кэрролл Линч[13]
- В фильме 2016 года «Скрытые фигуры» персонаж Эла Харрисона, которого играет Кевин Костнер, во многом основан на биографии Гилрута[14]
- В фильме 2018 года "Первый человек " Гилрута сыграл Киаран Хиндс .
- В сериале 2020 года «Правильный материал» Гилрута играет Патрик Фишлер .